# کلاس سوم (فیلم)
کلاس سوم (عربی مصری: الدرجة الثالثة) یک فیلم به کارگردانی شریف عرفه است که در سال ۱۹۸۸ منتشر شد. از بازیگران آن می‌توان به سعاد حسنی، احمد زکی، و احمد راتب اشاره کرد.